# Binyre
Binyrerne (latin: glandula supra renalis eller glandula adrenalis, heraf engelsk: Adrenal gland) er et par endokrine (indresekretoriske) kirtler hos pattedyr, som er lokaliseret ovenpå nyrerne.
Funktionelt og anatomisk skelner man mellem binyrebarken og binyremarven. Barken underinddeles igen i tre zoner; zona glomerulosa, zona fasciculata og zona reticularis. I zona glomerulosa (yderste lag) dannes hormonet Aldosteron – i zona fasciculata (midterste lag) dannes hormonet cortisol. Zona reticularis (inderste lag) betragtes som en udviklingszone og danner de androgene hormoner. I binyremarven dannes der adrenalin og noradrenalin.